# كتاب 73 ساعة في لبنان
هو كتاب يروي أحداث حقيقية حصلت في لبنان للكاتب الكويتي : مشعل الملحم.
تم إصداره في عام 2023 وتمت طباعة النسخة الأولى منه في نفس العام، وهو يتكون من 364 صفحة رسم عليها الكاتب بكلماته لوحات عميقة تغوص في الفكر البشري وتنقل للعين المجردة صور قد تكون غفلت عن رؤيتها.

## وصف الرواية
«73ساعة في لبنان» كتاب يبحر في سلوك النفس البشرية، التي تعيش تحت أزمات تشعلها الحروب والنزاعات، وتنتج عنها انقسامات فكرية وسياسية ودينية... تشكل قناعاتها وترسم مبادئها، الرواية صيغت في فصول قصيرة، متسلسلة في سياقها ومنفصلة في أحداثها. وبغض النظر عن الموقع الجغرافي للقصص، فالأفكار التي ترويها هي خارج حدود الدولة، التي شهدت أحداثها، إلى كل تلك الدول التي توجد فيها مثل تلك الأفكار.

## أحداث الرواية
هي رواية مستمدة من أحداث حقيقية لرجل أربعيني من الخليج العربي، يسافر إلى لبنان بهدف شراء أرض في منطقة غالبية سكانها تعتنق الديانة المسيحية، ولكن رحلته تأخذ منعطفاً مهماً، بعد اشتعال احتجاجات شعبية ومحاصرة المحتجين لمطار بيروت وتدهور الأوضاع الأمنية، وذلك في فترة تأجّج فيها الصراع الفكري والطائفي في المنطقة العربية كلها. وخلال الأيام الثلاثة التي قضاها في لبنان، التقى الرجل بمجموعة من الشخصيات، كضابط المطار، وسائق تاكسي، وأمين مكتبة، وصراف، ورجال الثورة الذين قطعوا الطرق، وصاحبة الفندق الجبلي الذي سكن فيه، ومتسولة صغيرة، وراهب الضيعة.. والعديد من الشخصيات والأحداث التي جعلته يعيد التفكير في الكثير من المفاهيم، التي آمن بها كل من هؤلاء في حياته، ودفعته لمناقشة الكثير من المسلّمات الفكرية التي كان يعتقدها ويؤمن بها.

## رأي الكاتب
يقول الملحم: «من التحديات التي أواجهها أن المؤلف حين ينشر كتاباته فإن الباب يصبح مغلقاً للعودة إلى كتاباته، وتصبح حينها أقواله وآراؤه موضع النقد من الكتّاب، أنا شخصياً حين أقرأ بعض أفكاري، التي كتبتها قبل أعوام، أجد أنني أعارض بعضها، بل إنني قد أتراجع عن الكثير منها، وهذا مردّه للحرية الفكرية التي تزداد عند الإنسان بتقدمه في الخبرات والتجارب، كما أن القدرات الكتابية والمهارات اللغوية لديه تتحسّن بالممارسة، وأنا على يقين بأن ما وصلت له من جودة في الكتابة والتصوير البلاغي قد لا يعدو شيئاً بما قد أبلغه في سنوات من الآن، فالإنسان يتقن ما يجيد تكراره».